# Wieszki (wieś w województwie kujawsko-pomorskim)
Wieszki – wieś w Polsce położona w województwie kujawsko-pomorskim, w powiecie nakielskim, w gminie Nakło nad Notecią.
Wieś duchowna, własność kościoła szubińskiego, położona była w XVII wieku w powiecie kcyńskim województwa kaliskiego. 

## Historia
Od roku 1306 wieś była własnością Pałuków nadaną im przez Władysława Łokietka. W czasie lokacji Szubina, Sędziwój Pałuka ofiarował wieś jako beneficjum kościołowi św. Marcina w Szubinie. Własność ta była potwierdzona przez Jagiełłę, w Łęczycy 28 lipca 1430.

## Podział administracyjny
W latach 1975–1998 miejscowość administracyjnie należała do województwa bydgoskiego.

## Demografia
Według Narodowego Spisu Powszechnego (III 2011 r.) liczyła 277 mieszkańców. Jest trzynastą co do wielkości miejscowością gminy Nakło nad Notecią.